# Сувига, Владимир Иванович
Владимир Иванович Сувига (род. 13 августа 1953, Хабаровск, РСФСР, СССР) — советский и казахстанский альпинист. Многократный чемпион и призёр чемпионатов СССР по альпинизму. Четырежды «Снежный барс» (1982, 1991, 1992, 2004). Заслуженный мастер спорта СССР (1989). Заслуженный тренер Республики Казахстан (1997).
В период с 2004 по 2007 был единственным альпинистом СНГ, покорившим три самые высокие горы мира — Эверест, К2 и Канченджангу. Всего имеет 7 восхождений на восьмитысячники Гималаев и 45 восхождений на семитысячники СССР.
- Орден «За личное мужество» (за Канченджангу, 1989).
- Орден Айбын (за Эверест, 1997).

## Биография
Родился в Хабаровске.

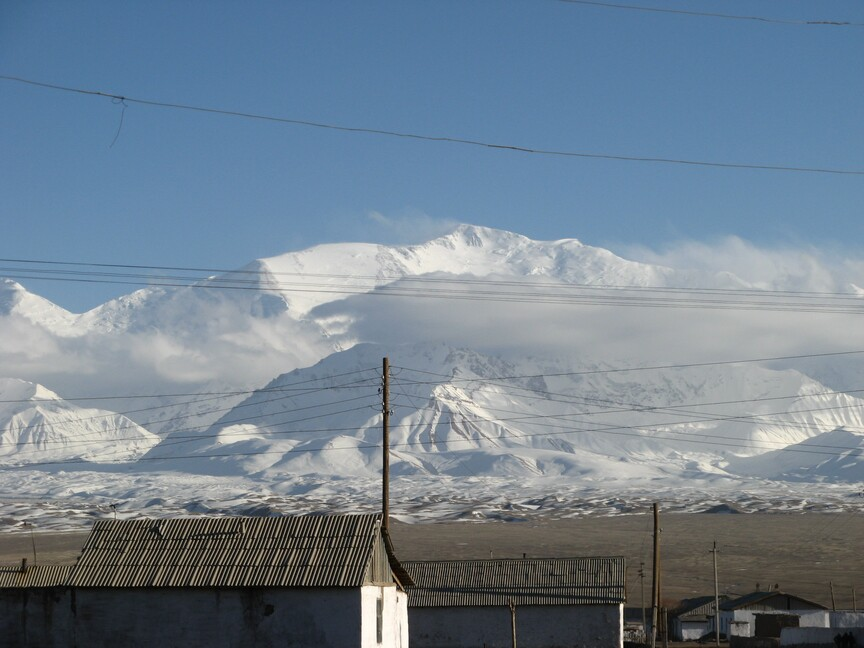
Пик Ленина со стороны Сары-Могола

Учился в мореходном училище, но бросил его и уехал в Казахстан к матери. В Чимкенте увлекся альпинизмом и уже в 1970 году получил значок альпиниста СССР. Знаменитый Борис Студенин (первый двукратный «Снежный барс» в 1978 году) стал его первым тренером по альпинизму в Алма-Ате. Десять лет занимался в «Спартаке», в 1980 перешел в САВО (Средне-Азиатский военный округ) к Ерванду Ильинскому. С 1983 года работал в альплагере САВО. Более 20 лет пробыл в ЦСКА, работал тренером в Алма-Ате. Занимался горной подготовкой бойцов и офицеров советской армии  (недоступная ссылка).
В период 2002—2005 работал советником председателя АО «Наурыз Банк Казахстан».
Женат, жена Кульдария (1955), дочь Юлия (1986).

## Восхождения на семитысячники
45 раз поднимался на семитысячники СССР Владимир Сувига:
- 7 восхождений на пик Коммунизма (7495м)
- 5 восхождений на пик Победы (7439м)
- 12 восхождений на пик Ленина (7134м)
- 4 восхождения на пик Корженевской (7105м)
- 17 восхождений на пик Хан-Тенгри (7010м)

## Памятные восхождения
- 1-е место в чемпионате СССР 1980 год первопрохождение (рук. К. Валиев) — пик Коммунизма по правому контрфорсу ЮЗ склона, далее по Ю стене, 6б к/тр.
- 2-е место в Чемпионате СССР 1982 год первопрохождение (рук. В. Смирнов) — пик Победы по СВ контрфорсу («Доллару»), 6б к/тр.
- 2-е место в чемпионате СССР 1983 год — пик ТГУ
- 1-е место в чемпионате СССР 1984 год первопрохождение (рук. В. Хрищатый) — пик Победы по Северной стороне вершины.
- 1985 первопрохождение (рук. К. Валиев) — Кызыл-Аскер (Тянь-Шань, хр. Кокшаал-Тоо) по Северо-Западной стене, 6 к/тр.
- 1986 — пик А. Блока (Памиро-Алай, Туркестанский хребет) по Западной стороне, 6 к/тр.; Хан-Тенгри с л. Южный Инылчек, 6б к/тр.; пик Коммунизма — зимой.
- 1988 год — траверс пик Важа-Пшавела — пик Победы — пик Военных Топографов, 6б к/тр[1].
- 1989 год — в составе Второй гималайской экспедиции на Канченджангу 16 апреля поднялся на Главную вершину (8586 м) без кислорода в группе Казбека Валиева. 30 апреля во время траверса в группе поддержки западного направления (рук. С. Арсентьев) прошел Западную вершину (Ялунг-Канг, 8505 м) без кислорода, а 1 мая снова Главную с запада со спуском через седловину между Главной и Средней вершинами. Таким образом, совершил три восьмитысячных восхождения, из них два раза на Главную вершину Канченджанги по разным путям, награждён орденом «За личное мужество»[2].

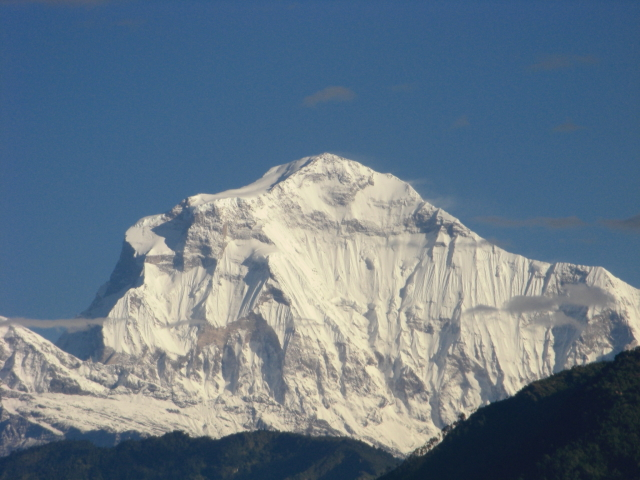
Гималайский восьмитысячник Дхаулагири, 8167 м

- 1991 год — в составе Первой казахстанской гималайской экспедиции на Дхаулагири (8167 м, руководители Казбек Валиев и Ерванд Ильинский) 10 мая поднялся без кислорода на вершину по непройденной западной стене (в группе Ю. Моисеев, А. Букреев, Р. Хайбуллин).
- 1995 год, 8 декабря — Манаслу (8163 м), зимой по классике в составе Второй казахстанской гималайской экспедиции (рук. К. Валиев), на гору взошли 8 альпинистов из 10 .
- 1997 год, 2 мая — восхождение на Эверест в составе Четвёртой казахстанской гималайской экспедиции (рук. Е. Ильинский), классика с севера, единственный из 10 покорителей горы взошёл на вершину без кислорода, награждён орденом «Айбын» (Орден Доблести) Республики Казахстан.
- 2000 год, 22 августа — в качестве судьи на финише при забеге на Хан-Тенгри в рамках фестиваля «Хан-Тенгри-2000» провёл 7 часов на вершине с Максутом Жумаевым и Василием Пивцовым, встречая победителя Дениса Урубко[3].
- 2004 год, 28 июля — К2 или Чогори (8611 м), классика по ребру Абруцкого .

Всего имеет 7 восхождений на восьмитысячные вершины (три вершины Канченджанги, Манаслу, Эверест, Дхаулагири и К2).